# 미야모토 고타
미야모토 고타(일본어: 宮本 航汰, 1996년 6월 19일 ~ )는 일본의 축구 선수이다. 현재 J1리그의 시미즈 에스펄스에서 뛰고 있다.

## 구단 경력
그는 2015년부터 J리그의 시미즈 에스펄스, V-파렌 나가사키, FC 기후에서 뛰었다.